# نسکاپک کریک
نسکاپک کریک (به انگلیسی: Nescopeck Creek) رودخانهای به طول ۳۷٫۵ مایل است که در ایالات متحده آمریکا جریان دارد.